# Garry F. Longman Memorial Trophy
Die Garry F. Longman Memorial Trophy war eine Eishockeytrophäe der International Hockey League. Die Trophäe wurde ab der Saison 1961/62 bis zur Auflösung der Liga 2001 jährlich an den besten Rookie vergeben. Bis zum Ende der Saison 1966/67 wurde die Trophäe als Leading Rookie Award vergeben.

## Gewinner der Auszeichnung
| Jahr    | Gewinner                    | Team                               |
| ------- | --------------------------- | ---------------------------------- |
| 2000/01 | Brian Pothier               | Orlando Solar Bears                |
| 1999/00 | Nils Ekman                  | Long Beach Ice Dogs                |
| 1998/99 | Marty Turco                 | Michigan K-Wings                   |
| 1997/98 | Todd White                  | Indianapolis Ice                   |
| 1996/97 | Sergei Samsonow             | Detroit Vipers                     |
| 1995/96 | Konstantin Schafranow       | Fort Wayne Komets                  |
| 1994/95 | Tommy Salo                  | Denver Grizzlies                   |
| 1993/94 | Radek Bonk                  | Las Vegas Thunder                  |
| 1992/93 | Michail Schtalenkow         | Milwaukee Admirals                 |
| 1991/92 | Dmitri Kwartalnow           | San Diego Gulls                    |
| 1990/91 | Nelson Emerson              | Peoria Rivermen                    |
| 1989/90 | Rob Murphy                  | Milwaukee Admirals                 |
| 1988/89 | Paul Ranheim                | Salt Lake Golden Eagles            |
| 1987/88 | John Cullen Ed Belfour      | Flint Spirits Saginaw Hawks        |
| 1986/87 | Michel Mongeau              | Saginaw Generals                   |
| 1985/86 | Guy Benoit                  | Toledo Goaldiggers                 |
| 1984/85 | Gilles Thibaudeau           | Flint Generals                     |
| 1983/84 | Darren Jensen               | Fort Wayne Komets                  |
| 1982/83 | Tony Fiore                  | Flint Generals                     |
| 1981/82 | Scott Howson                | Toledo Goaldiggers                 |
| 1980/81 | Scott Vanderburgh           | Kalamazoo Wings                    |
| 1979/80 | Doug Robb                   | Milwaukee Admirals                 |
| 1978/79 | Wes Jarvis                  | Port Huron Flags                   |
| 1977/78 | Dan Bonar                   | Fort Wayne Komets                  |
| 1976/77 | Ron Zanussi Garth MacGuigan | Fort Wayne Komets Muskegon Mohawks |
| 1975/76 | Sid Veysey                  | Fort Wayne Komets                  |
| 1974/75 | Rick Bragnalo               | Dayton Gems                        |
| 1973/74 | Frank DeMarco               | Des Moines Capitols                |
| 1972/73 | Danny Gloor                 | Des Moines Capitols                |
| 1971/72 | Glenn Resch                 | Muskegon Mohawks                   |
| 1970/71 | Herb Howdle George Agar     | Dayton Gems Flint Generals         |
| 1969/70 | Wayne Zuk                   | Toledo Blades                      |
| 1968/69 | Doug Volmar                 | Columbus Checkers                  |
| 1967/68 | Gary Ford                   | Muskegon Mohawks                   |
| 1966/67 | Kerry Bond                  | Columbus Checkers                  |
| 1965/66 | Frank Golembrosky           | Port Huron Flags                   |
| 1964/65 | Bob Thomas                  | Toledo Blades                      |
| 1963/64 | Don Westbrooke              | Toledo Blades                      |
| 1962/63 | John Gravel                 | Omaha Knights                      |
| 1961/62 | Dave Richardson             | Fort Wayne Komets                  |